# Famille de Garidel
La famille de Garidel, anciennement Garidel, est une ancienne famille française de robe, ancienne et distinguée de la ville d’Aix, originaire du comté de Nice. Cette famille compte des membres distingués au Parlement de Provence, de savants jurisconsultes, un évêque de Vence, un célèbre botaniste, des chevaliers de Saint Louis et un général de corps d'armée.

## Histoire
Gustave Chaix d'Est-Ange fait démarrer la filiation de cette famille avec Joseph Garidel, avocat, assesseur et procureur du pays de Provence en 1640. Il ajoute que selon Nicolas Viton de Saint-Allais ce personnage descendait de Jean Garidelli qui vivait en 1460 dans la ville de Grasse, en Provence, et est qualifié de noble dans le contrat de mariage de son fils Antoine avec Catherine Verneti, en 1503, où il y est fait la mention de « filium nobilis Johannus Garidelli habitatoris Grasse ». La date de filiation suivie de 1460 est reprise par plusieurs auteurs comme Mailhol (1895), Artefeuil (1908), Borricand (1974), Dugast Rouillé (1978), d'Hautefeuille (2023) et la présence de cette famille à Aix-en-Provence dès le début du XVIe est citée dans l’ouvrage (1873) d’un historien provençal établi, Charles de Ribbe.
Joseph Garidel eut deux fils. Le premier, Pierre Garidel, fut avocat. Il eut un fils prénommé lui aussi Pierre qui fut professeur d'anatomie à l'université d'Aix et un célèbre botaniste. Le puîné, Jean-Joseph (1653-1727), conseiller du roi au siège général d’Aix, fut condamné par défaut à l'amende comme usurpateur de noblesse en 1697, il fut relevé de cette condamnation en 1708, toujours par Cardin le Bret président du parlement d'Aix, en justifiant qu'il n'avait jamais pris la qualification de noble. Il fut le grand-père de Bruno-Amable-Pierre de Garidel-Thoron, né en 1753 à Aix, qui reçut une charge de conseiller au parlement de Provence, acquise en 1777. Comme le précise Monique Cubells, historienne spécialiste de la noblesse provençale au siècle des Lumières, l’accès au parlement de Provence est verrouillé à partir de 1769, n’étant alors réservé plus qu’« aux candidats ayant un siècle de sang bleu dans les veines »,. De Bruno-Amable-Pierre de Garidel-Thoron descend l'actuelle famille de Garidel.
Paul Garidel, le cadet, fut jurisconsulte, en 1672 il fut assesseur et procureur du pays de Provence. Sa descendance s'agrégea à la noblesse au cours du XVIIIe siècle. Son arrière-petit-fils Jean-Baptiste de Garidel (1751-1795), seigneur du Caire, de la ville de Manosque, fut attaqué par l'administrateur général du domaine en paiement des droits de franc-fiefs par exploit (acte d'huissier) du 9 janvier 1781 après une opposition de sa part à des défenses contradictoires. Il est par la suite intervenu une ordonnance de monsieur Charles Jean-Baptiste des Gallois de La Tour, intendant de Provence (1775-1790) et juge compétent de cette matière, le 22 août 1782, qui décharge Jean-Baptiste de Garidel du droit de franc-fief comme noble de race. Sa noblesse était justifiée par une déclaration solennelle d'homme de qualité et de reconnaissance dans sa noblesse d'Albert Garidel, père de Joseph devenu auteur des deux branches de cette famille. Cette déclaration solennelle fut donnée par les gens du roi au parlement de Provence en 1589. Le procès a été soutenu à frais communs avec la branche ainée d'Aix. Comme le rappelle Guy Chaussinand-Nogaret dans La noblesse au XVIIIe siècle : de la féodalité aux Lumières  « Les confirmations, maintenues et reconnaissances de noblesse sont souvent aussi de véritables anoblissements ».
La famille de Garidel forme deux branches : l’aînée, toujours subsistante, possédant la seigneurie de Villemus et s’étant principalement distingué dans la robe; la puînée, éteinte, devenue seigneurs du Caire et s’étant distingué principalement dans les armes.
À la fin du XVIIIe siècle, Bruno-Amable-Pierre de Garidel-Thoron, venant aux droits de sa mère, Louise Henriette Victoire de Thoron, fille de Jean-Joseph, seigneur d’Entrages, conseiller en la cour des Comptes, Aides et Finances de Provence (reçu le 21 avril 1712), succède au dernier rejeton de la famille de Thoron d'Entrages, qui portait pour armes, un taureau surmonté de trois étoiles. Depuis lors, le nom porté par la famille est Garidel-Thoron.
Au début du XIXe siècle, une partie de la branche aînée quitte la Provence pour s’implanter en Bourbonnais, dans l’Allier, où elle réside encore de nos jours.
Cette famille n'est pas mentionnée dans les nobiliaires contemporains.

## Personnalités

### Branche aînée d'Aix (subsistante)
- Jean-Joseph de Garidel (1653-1727), petit fils de Joseph, fut conseiller du roi au siège général d’Aix-en-Provence en 1690[13], qualifié de noble dans le contrat de mariage de son fils Jean-Baptiste de Garidel en juin 1734 avec Louise de Thoron
- Pierre de Garidel (1658-1737), frère du précédent, fut premier professeur royal d’anatomie en l’Université d’Aix, qualifié de noble dans le contrat de mariage de son neveu Jean-Baptiste de Garidel en juin 1734 avec Louise de Thoron, où Pierre est témoin signataire; soulignons que Joseph Lieutaud, neveu et protégé de Pierre de Garidel, le suivra dans sa carrière scientifique en étudiant la médecine anatomique avant de devenir premier médecin de Louis XVI (1774-1780)[14].
- Jean-Baptiste de Garidel (1693-1756), fils de Jean-Joseph, écuyer d'Aix, qualifié de noble dans plusieurs contrats[15]: celui de son mariage avec Louise de Thoron en 1734, dans le contrat de mariage de son cousin issu-de-germain noble Paul de Garidel du 8 novembre 1746 avec Suzanne de Mongé, dans l'acte de naissance de son fils Bruno Amable du 6 octobre 1753 ainsi que dans de multiples contrats (en 1780, 1785, 1787, et 1788) passés auprès notaires par son épouse Louise de Thoron (1717-1791) qui lui survit
- Bruno-Amable-Pierre de Garidel-Thoron (1753-1828), fils du précédent, seigneur de Villemus, fut pourvu en 1777 d’une charge anoblissante de conseiller au Parlement de Provence[13]

### Branche puînée de Manosque (éteinte)
- Paul de Garidel, fils de Joseph, fut primecier de l’Université d’Aix en 1664 puis élu assesseur d’Aix et procureur du pays de Provence en 1674
- Jean Baptiste de Garidel (1667-1714), fils du précédent, fut capitaine dans le régiment de Béarn Infanterie et promu chevalier de l’Ordre de Saint-Louis; devient par la suite avocat, nommé en l'office de conseiller du roi et premier consul de la ville de Manosque par provisions du 19 octobre 1709
- Marc-Antoine de Garidel, second fils du précédant, servit dans le régiment de Soissonnais Infanterie, où il fut capitaine des grenadiers ; il se couvrit de gloire à Port-Mahon (1736) et fut promu chevalier de l’Ordre de Saint-Louis
- Balthazar de Garidel, frère du précédent, fut supérieur du séminaire de Saint-Magloire à Paris
- Esprit Ignace de Garidel, frère des deux précédents, fut capitaine dans le régiment de Soissonnais Infanterie et promu chevalier de l’Ordre de Saint-Louis[16]

### Période moderne
- Léon de Garidel-Thoron (1804-1887)[17],[18], connu sous le titre de comte de Garidel, fils de Bruno-Amable-Pierre, est conseiller municipal d'Aix-en-Provence (1848-1865; 1871-1874) et président de l'Académie des sciences et belles-lettres d'Aix de 1849 à 1852[19]
- Bruno Charles François de Garidel-Thoron (1807-1886)[20],[21],[22], connu sous le titre de vicomte de Garidel-Thoron, frère du précédent, X 1826, capitaine au corps royal du génie militaire et auteur de travaux sur les revêtements militaires, administrateur de l'Ecole Polytechnique (sous la direction du commandant le général Louis de Rostolan, 1845-1847)[23]; chevalier de l'Ordre National de la Légion d'Honneur (1841), titulaire de la Médaille militaire
- Joachim de Garidel-Thoron (1838-1937), dit le marquis de Garidel-Thoron, fils du précédent, est le fondateur du concours agricole de Moulins et président de la Société d’Agriculture de l’Allier pendant 64 ans, membre de l'Académie d'Agriculture, membre honoraire du Conseil de la Société des Agriculteurs de France, censeur de la Banque de France pendant 61 ans[24]; chevalier (1926) du Mérite agricole, chevalier (1923) puis officier (1932) de l'Ordre National de la Légion d'Honneur
- Léonce de Garidel-Thoron (1841-1907), dit le comte de Garidel-Thoron, frère du précédent, capitaine d'infanterie, propriétaire producteur oléicole à Coudoux et Ventabren, président du Syndicat des oléiculteurs; chevalier de l'Ordre National de la Légion d'Honneur (1871)[25], titulaire de la Médaille militaire, chevalier de l'Ordre de Saint-Grégoire le Grand
- Pierre de Garidel-Thoron (1879-1957), dit le marquis de Garidel-Thoron, fils de Joachim, inspecteur général puis honoraire des Eaux et Forêts, président de la Société d’agriculture de l’Allier[26]; titulaire de la Croix de guerre 1914-1918, chevalier (1924) puis officier (1932) du Mérite agricole[27], chevalier de l'Ordre National de la Légion d'honneur(1931)[28]
- Bruno de Garidel-Thoron (1922-2016), dit le marquis de Garidel-Thoron, fils du précédent, Saint-Cyr 1944, lieutenant-colonel d’arme blindée; chevalier de l’Ordre National du Mérite, titulaire de la Croix de la valeur militaire[29]
- Marie-France de Garidel-Thoron (1918-2001), soeur du précédent, fondatrice du service social de la Mutualité agricole de l'Allier et de l’institut de formation de la Croix-Rouge à Moulins; chevalier puis officier du Mérite agricole, chevalier de l'Ordre National de la Légion d'Honneur
- Joseph Léon de Garidel-Thoron (1881-1942)[3], connu sous le titre de comte Léon de Garidel-Thoron, frère de Pierre, président fondateur du Syndicat agricole d’Agonges, président des Caisses Agricoles d’Assurances Sociales et d’Allocations Familiales de l’Allier, administrateur du Crédit agricole et de la Coopérative agricole de l’Allier, administrateur de la Fédération nationale corporative de la Mutualité agricole
- François de Garidel-Thoron (1883-1962), dit le comte de Garidel-Thoron, frère de Pierre, président de l'union des syndicats agricoles des Alpes et de Provence, président de l'union coopérative des producteurs de céréales des Alpes et de Provence[30], créateur de la société anonyme des courses d'Aix en Provence en 1925 (ayant pour objet l'amélioration de la race chevaline)[31]; titulaire de la croix de guerre 1914-1918, chevalier (1936) puis officier (1950) de l'Ordre National de la Légion d'Honneur (à l'instar de son frère Pierre (ci-dessus), François est le troisième descendant consécutif dans la Légion d’honneur après son père, Joachim, et grand-père, Bruno; notons que ce fait conférait la noblesse de droit et transmissible à toute la descendance en vertu de l'article 2 de l'ordonnance du 8 octobre 1814[32] même s'il y eut peu de cas d'application)
- Jacques de Garidel-Thoron (1914-2000), dit le comte Jacques de Garidel-Thoron, fils du précédent, militaire du 6me spahis, titulaire de la Croix de guerre 1939-45
- Antoine de Garidel-Thoron (1919-2001), dit le comte Antoine de Garidel-Thoron, frère du précédent, maire de Coudoux (1973-1983)[33]; chevalier puis officier du Mérite agricole
- Marc de Garidel-Thoron (1958-présent), TP 1980, diplômé de l'Université d'Harvard (HBS AMP 2001), fils du précédent, administrateur et gérant de sociétés; chevalier de l'Ordre National de la Légion d'Honneur (2008)[34]
- Guillaume de Garidel-Thoron (1969-présent), petit-fils de Jacques, X 1988, diplômé du Massachusetts Institute of Technology (MS) ingénieur général de 1re classe de l'armement dans la 1re section des officiers généraux du corps des ingénieurs de l'armement (équiv. Général de division), ingénieur général hors classe (équiv. Général de corps d'armée), directeur central du service de soutien de la flotte (DCSSF)[35]; chevalier (2006) puis officier (2016) de l'Ordre National du Mérite, chevalier (2010) puis officier (2021) de l'Ordre National de la Légion d'Honneur[36]

## Possessions
- Seigneuries du Caire et de Villemus. Elle aurait également possédé dans le XVe siècle une partie de la co-seigneurie à Châteauneuf, diocèse de Grasse.
- Chateau de Garidel, situé à Coudoux en région Provence-Alpes-Côte d'Azur.
- Château de Montjustin, situé à Aix-en-Provence en région Provence-Alpes-Côte d'Azur.
- Hôtel de Garidel-Thoron, situé à Aix-en-Provence en région Provence-Alpes-Côte d'Azur.
- Château de Beaumont, situé à Agonges, dans le département de l'Allier, en région Auvergne-Rhône-Alpes.
- Château du Petit Monceau, situé à Agonges, dans le département de l'Allier, en région Auvergne-Rhône-Alpes.
- Château du Grand Monceau, situé à Agonges, dans le département de l'Allier, en région Auvergne-Rhône-Alpes.
- Hôtel de Garidel, situé à Moulins, au 7 rue Diderot, dans le département de l'Allier, en région Auvergne-Rhône-Alpes.

## Alliances
Les principales alliances de la famille de Garidel sont, par ordre chronologique : Verneti (1503), Cazeneuve, de Combe (1582); de Cheylan de Moriès (1605), du Teil (1619), de Velin (1643), de Barthélemy (1651), de Poucard (1654), Legrin (1684), de Brueys (1694), de Burle (1696), de Constans (1707), d'Orgon de Puimichel (1710), de Raffin (1727), de Brouchier (1729); Bonnet (1731), de Thoron d'Entrages (1734), de Mongé (1746), du Virailh (1775), de Pochet (1777), de Tende (1783), de Gravier Pontevès de Bauduen (1785), Maron de Cerzé de la Saludie (1798), Pin (1803), de Crousaz-Crétet (1835), de Beaurepaire (1863), de Bouys (1870), Durye (1891), Roquefeuil (1904), Chabot (1907), du Lau d'Allemans (1909), Le Pays du Teilleul (1927), de Régis de Gatimel (1933), de Lambilly (1936),  Barbat du Closel de Rochefort d'Ally (1937), Piscatory de Vaufreland (1943), de Marliave (1943), Pradon-Vallency (1948), La Cropte de Chantérac (1950), de Saboulin Bollena (1968), Gas (1968), Jousset (1969), Renaudin (1970), Goffe (1971), Garreau de Labarre (1976), Laviron (1977), Grandjean (1977), de Vimal du Bouchet (1979), Leonan (1983), de Lard de Regoullières (1990), de Braquilanges (1992), Bourboulon (1997), Le Gouz de Saint-Seine (1997), Argémi (1998), La Bourdonnaye (1998), Boudoux d'Hautefeuille (1999), Comor (1999), Pretet (2017).

## Armes
- D'azur à la croix de Calvaire pattée et fichée d'or, accostée vers la pointe de deux triangles d'argent.[1]

## Titres
La famille de Garidel porte par courtoisie, depuis le début du XIXe siècle, les titres de comte de Garidel, et de marquis et de comte de Garidel-Thoron.

## Postérité
- À Manosque, un boulevard Pierre de Garidel perpétue le souvenir du premier professeur royal d’anatomie en l’Université d’Aix[38].
- En souvenir de ce dernier, le naturaliste suédois Carl von Linné (1707-1778) a repris le nom de Garidella donné par Tournefort (1700, p. 655) à un genre de plante de la famille des renonculacées.

#### Nobiliaires et ouvrages nationaux
- Charles d'Hozier, Armorial général de France : dressé en vertu de l'édit de 1696, 1701-1800; page 916, numéro 784[réf. incomplète]
- J.-B. Pierre Jullien de Courcelles, Dictionnaire universel de la noblesse de France, Tome 1, 1820-1822 page 270
- Henri Gourdon de Genouillac, Recueil d'armoiries des maisons nobles de France, Paris, E. Dentu, 1860. page 211
- Bachelin-Deflorenne, État présent de la noblesse Française contenant le dictionnaire de la noblesse contemporaine avec les armoiries décrites, les noms, qualités et domicile de plus trente mille Nobles, et un grand nombre de notices généalogiques avec blasons gravés. 1873-1874. page 776[39]
- Jean-Baptiste Rietstap, Armorial général des familles nobles et patriciennes de l'Europe, Tome 1. Gouda, G.B. van Goor zonen, 1884-1887 page 743
- Camille-Philippe Dayre de Mailhol, Dictionnaire historique et héraldique de la noblesse française : rédigé dans l'ordre patronymique, Paris, 1895-1896, Tome 1. page 1278
- Henry de Woelmont, Les Marquis français : nomenclature de toutes les familles françaises subsistantes ou éteintes depuis l'année 1864 portant le titre de marquis avec l'indication de l'origine de leurs titres. Paris. Champion. 1919. Page 56[40].
- Henry de Woelmont, La noblesse française subsistante. Recherche en vue d'un nobiliaire moderne. Paris. Champion. 1928-1931
- Gustave Chaix d'Est-Ange, Dictionnaire des familles françaises anciennes ou notables à la fin du xixe siècle, t. 1-20, 1903-1929. Pages 157-158
- Henri Jougla de Mornas et Raoul de Warren, Grand armorial de France, 1949. Tome 4. Page 106
- Séréville et Saint-Simon, Dictionnaire de la noblesse française, 1975-1977. Page 1166
- Michel Dugast Rouillé, Les Notables ou la "Seconde noblesse", Tome III [A-K], 2e éd., Nantes, Dr. M. Dugast Rouillé (Guérande, Impr. de la Presqu’île guérandaise), 1978. Page. 2175

#### Nobiliaires et ouvrages rêgionaux
- Louis de La Roque et Édouard de Barthélemy, Catalogue des gentilshommes de Provence et de la principauté d'Orange qui ont pris part ou envoyé leur procuration aux assemblées de la noblesse pour l'élection des députés aux États généraux de 1789 / publié d'après les procès-verbaux officiels. 1893. 2e edition. Page 29
- Ernest de Rozière. État des familles de Provence dont on connaît des généalogies imprimées ou manuscrites de celles qui ont été maintenues nobles ou ont acquis la noblesse et de celles qui ont été reçues à Malte avec l’indication des ouvrages et des recueils à consulter. 1900. Page 108
- Histoire héroïque et universelle de la noblesse de Provence. Artefeuil. Chez François Seguin. 1908. Tome 4. Pages 31-35
- René Borricand, Nobiliaire de Provence. 1974. Tome 1. Page 522